# Dominique Rozan
Pour les articles homonymes, voir Rozan (homonymie).
Dominique Rozan est un acteur français, né le 4 septembre 1929 à Paris 7e et mort le 7 juillet 2018 à Paris 16e.

## Biographie

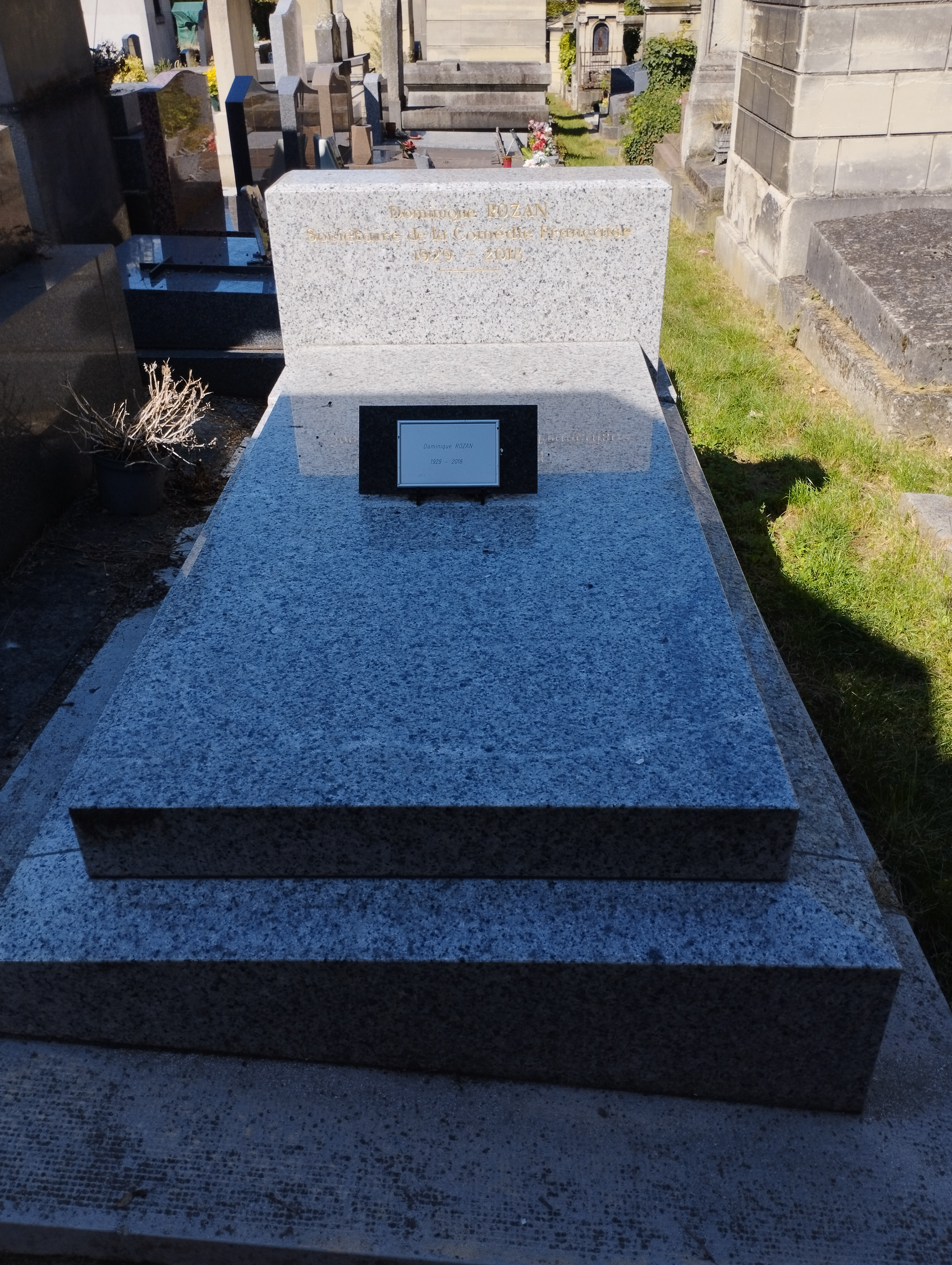
Tombe de Dominique Rozan au cimetière de Montmartre (division 11).

Entré comme pensionnaire en 1971, Dominique Rozan fut sociétaire de la Comédie-Française de 1977 à 1996.
Il meurt à l'âge de 88 ans le 7 juillet 2018 dans le 16e arrondissement de Paris,. Il est inhumé au cimetière de Montmartre (division 11).

## Filmographie

### Cinéma
- 1958 : Les Grandes Familles de Denys de La Patellière
- 1959 : Rue des prairies de Denys de La Patellière
- 1962 : Le Petit Garçon de l'ascenseur de Pierre Granier-Deferre
- 1964 : Les Aventures de Salavin de Pierre Granier-Deferre
- 1966 : La guerre est finie d'Alain Resnais : Jude
- 1968 : Je t'aime, je t'aime d'Alain Resnais : Le Docteur Hæsserts, médecin de Crespel
- 1978 : Deus lo volt (Dieu le veut) de Luc Monheim : Kruisvaarder
- 1980 : Mon oncle d'Amérique d'Alain Resnais : le sénateur
- 1997 : On connaît la chanson d'Alain Resnais
- 2000 : Harry, un ami qui vous veut du bien de Dominik Moll : le père de Michel
- 2009 : Les Herbes folles d'Alain Resnais : Sikorsky

### Télévision
- 1963 : La Première Légion (d'Emmet Lavery), téléfilm de Gilbert Pineau : Jimmy
- 1965 : Dom Juan ou le Festin de Pierre de Marcel Bluwal
- 1965 : Les Cinq Dernières Minutes : Napoléon est mort à Saint-Mandé de Claude Loursais)
- 1970 : La Hobereaute (opéra parlé de Jacques Audiberti), mise en scène Georges Vitaly, en différé de l'Hôtel de Béthune-Sully dans le cadre du Festival du Marais, réalisation de captation de pièce de théâtre de Philippe Laïk : le prieur de Mont-Wimer
- 1972 : Figaro-ci, Figaro-là d'Hervé Bromberger : Louis XV
- 1973 : Le Drakkar de Jacques Pierre
- 1973 : L'Inconnue de la Seine d'Olivier Ricard
- 1998 : L'Instit, épisode 4x09, Touche pas à mon école de David Delrieux : Lucien Rouch

## Théâtre

### Années 1950
- 1953 : Andromaque de Racine, mise en scène René Barré, Théâtre des Célestins
- 1953 : Pour Lucrèce de Jean Giraudoux, mise en scène Jean-Louis Barrault, Théâtre Marigny
- 1954 : Port-Royal d'Henry de Montherlant, mise en scène Jean Meyer, Comédie-Française
- 1955 : L'Annonce faite à Marie de Paul Claudel, mise en scène Julien Bertheau, Comédie-Française, élève du conservatoire
- 1955 : La Cerisaie d'Anton Tchekhov, mise en scène Jean-Louis Barrault, Théâtre des Célestins
- 1956 : Bérénice de Jean Racine, Comédie-Française : Rutile (6 fois, 1956)
- 1958 : Le Soulier de satin de Paul Claudel, mise en scène Jean-Louis Barrault, Théâtre du Palais-Royal
- 1959 : La Vie parisienne de Jacques Offenbach, mise en scène Jean-Louis Barrault, Théâtre du Palais-Royal

### Années 1960
- 1960 : Le Signe du feu de Diego Fabbri, mise en scène Marcelle Tassencourt, Théâtre Hébertot
- 1960 : Un raisin au soleil de Lorraine Hansberry, mise en scène Guy Lauzin, Comédie Caumartin
- 1964 : Le Dossier Oppenheimer de Jean Vilar, mise en scène Jean Vilar, Théâtre de l'Athénée
- 1966 : L'orpailleur de Jacques Aeschlimann, mise en scène Dominique Rozan, La Comédie
- 1966 : La Calèche de Jean Giono, mise en scène Jean-Pierre Grenier, Théâtre des Célestins
- 1967 : Château en Suède de Françoise Sagan, mise en scène André Barsacq, Théâtre de l'Atelier
- 1969 : La Hobereaute de Jacques Audiberti, mise en scène Georges Vitaly, Hôtel de Béthune-Sully

### Années 1970
- 1970 : Des pommes pour Ève de Gabriel Arout, mise en scène Georges Vitaly, Théâtre La Bruyère
- 1970 : Le Procès Karamazov de Diego Fabbri, mise en scène Pierre Franck, Théâtre de la Michodière
- 1971 : Becket ou l'Honneur de Dieu de Jean Anouilh, mise en scène de l'auteur et Roland Piétri, Comédie-Française
- 1971 : Amorphe d'Ottenburg de Jean-Claude Grumberg, mise en scène Jean-Paul Roussillon, Comédie-Française au Théâtre national de l'Odéon
- 1972 : Volpone de Jules Romains et Stefan Zweig, mise en scène Gérard Vergez, Comédie-Française au Théâtre national de l'Odéon
- 1972 : Le Comte Oderland de Max Frisch, mise en scène Jean-Pierre Miquel, Comédie-Française au Théâtre national de l'Odéon
- 1972 : Antigone de Bertolt Brecht, mise en scène Jean-Pierre Miquel, Comédie-Française au Théâtre national de l'Odéon
- 1973 : Le Médecin volant de Molière, mise en scène Francis Perrin, Comédie-Française
- 1973 : Tartuffe de Molière, mise en scène Jacques Charon, Comédie-Française
- 1973 : Athalie de Racine, mise en scène Maurice Escande, Comédie-Française
- 1973 : L'Île des esclaves de Marivaux, mise en scène Simon Eine, Comédie-Française au Théâtre des Champs-Élysées
- 1974 : Périclès de William Shakespeare, mise en scène Terry Hands, Comédie-Française
- 1974 : Polyeucte de Corneille, mise en scène Michel Bernardy, Comédie-Française au Théâtre des Champs-Élysées
- 1974 : Hernani de Victor Hugo, mise en scène Robert Hossein, Comédie-Française
- 1974 : L'Impromptu de Marigny de Jean Poiret, mise en scène Jacques Charon, Comédie-Française
- 1976 : La Nuit des rois de William Shakespeare, mise en scène Terry Hands, Comédie-Française au Théâtre national de l'Odéon
- 1976 : Cyrano de Bergerac d'Edmond Rostand, mise en scène Jean-Paul Roussillon, Comédie-Française
- 1977 : Le Cid de Corneille, mise en scène Terry Hands, Comédie-Française
- 1977 : Les Bacchantes d'Euripide, mise en scène Michael Cacoyannis, Comédie-Française au Théâtre national de l'Odéon
- 1979 : Les Trois Sœurs d'Anton Tchekhov, mise en scène Jean-Paul Roussillon, Comédie-Française au Théâtre national de l'Odéon

### Années 1980
- 1980 : Simul et singulis, Soirée littéraire consacrée au Tricentenaire de la Comédie-Française, mise en scène Jacques Destoop, Comédie-Française
- 1981 : Sertorius de Corneille, mise en scène Jean-Pierre Miquel, Comédie-Française Salle Richelieu
- 1981 : Dorval et moi d'après Denis Diderot, mise en scène Jean Dautremay, Petit Odéon
- 1981 : Victor ou les Enfants au pouvoir de Roger Vitrac, mise en scène Jean Bouchaud
- 1983 : Victor ou les Enfants au pouvoir de Roger Vitrac, mise en scène Jean Bouchaud, Comédie-Française au Théâtre national de l'Odéon
- 1983 : Marie Stuart de Friedrich von Schiller, mise en scène Bernard Sobel, Comédie-Française au Festival d'Avignon, Théâtre de Gennevilliers
- 1984 : Est-il bon ? Est-il méchant ? de Denis Diderot, mise en scène Jean Dautremay, Comédie-Française
- 1985 : Les Corbeaux d'Henry Becque, mise en scène Jean-Pierre Vincent, Comédie-Française Salle Richelieu
- 1985 : Oncle Vania d'Anton Tchekhov, mise en scène Félix Prader, Théâtre Gérard-Philipe
- 1987 : Esther de Racine, mise en scène Françoise Seigner, Comédie-Française au Théâtre national de l'Odéon
- 1989 : La Vie de Galilée de Bertolt Brecht, mise en scène Antoine Vitez, Comédie-Française
- 1989 : La Folle Journée ou le Mariage de Figaro de Beaumarchais, mise en scène Antoine Vitez, Comédie-Française

### Années 1990
- 1990 : Le Médecin malgré lui de Molière, mise en scène Dario Fo, Comédie-Française
- 1990 : Le Médecin volant de Molière, mise en scène Dario Fo, Comédie-Française
- 1991 : Iphigénie de Racine, mise en scène Yannis Kokkos, Comédie-Française
- 1995 : Mille francs de récompense de Victor Hugo, mise en scène Jean-Paul Roussillon, Comédie-Française
- 1995 : Occupe-toi d'Amélie de Georges Feydeau, mise en scène Roger Planchon, Comédie-Française Salle Richelieu

### Années 2000
- 2000 : Les Femmes savantes de Molière, mise en scène Béatrice Agenin, Théâtre 13